# Michael Jackson : Du rêve à la réalité
Pour plus de détails, voir Fiche technique et Distribution.
Michael Jackson : Du rêve à la réalité (Man in the Mirror: The Michael Jackson Story) est un téléfilm américain biographique réalisé par Allan Moyle, diffusé en 2004 sur VH1.

## Synopsis
C'est dans un monde de paillettes et d'étoiles, qu'évolue le jeune Michael, chanteur leader d'un groupe de musique familial. Son père Joe veille à ce que son fils travaille le plus durement possible afin de répéter ses spectacles. Une nuit, il rêve de Diana Ross, son mentor dans le monde artistique. Cette dernière lui dit d'écouter son cœur.
Quelques années plus tard, Michael, devenu adulte, s'émancipe de sa famille et déclare donner le dernier concert de leur groupe. Sa famille choquée, Michael reste sur sa position. Mais derrière cette attitude, se cache un enfant. Au fur et à mesure que nous avançons dans le film, nous découvrons un Michael Jackson gentil et doux, mais aussi naif comme lorsque l'un de ses amis meurt.
Triste et mal entouré, il peut néanmoins compter sur Bobby, l'homme à tout faire, ainsi qu'à sa sœur Janet et son amie Elizabeth, dite Liz.
Il revient sur les devants de la scène avec ses frères la veille du 11 septembre 2001. Le lendemain, Michael est horrifié devant sa télévision.
Le téléfilm retrace les plus grandes années de l'artiste Michael Jackson. De son enfance, jusqu'à l'âge adulte, en passant par Neverland et ses tournées, mais aussi ses heures les plus sombres avec les soupçons de pédophilie et l'accident à Berlin peu de temps après le documentaire polémique de Martin Bashir.

## Fiche technique
- Titre original : Man in the Mirror: The Michael Jackson Story
- Titre français : Michael Jackson : Du rêve à la réalité
- Réalisation : Allan Moyle
- Scénario : Claudia Salter
- Musique : Bruce Leitl
- Société de distribution : Parmount Picture
- Pays d'origine :  États-Unis
- Langues originales : anglais
- Genre : Biographie
- Durée : 90 minutes
- Dates de première diffusion :
  - États-Unis : 6 août 2004 sur VH1
  - France : 12 avril 2006 sur M6

## Distribution
- Flex Alexander (VF : Vincent Ropion) : Michael Jackson
- Brennan Gademans : Michael Jackson jeune
- Eugene Clark : Bobby
- Samantha Banton : Diana Ross
- Lynne Cormack : Liz Taylor
- Cedric De Souza : Martin Bashir
- Patricia Idlette : Katherine Jackson
- Hugh Delaney : juge
- Brooklynn Proulx : Paris Jackson

## Réception
Le téléfilm n'a pas eu de succès retentissant. Passé inaperçu, il a reçu peu de critiques positives de la part du public et notamment les fans du chanteur.